# 张兆凤
张兆凤（？—？），分水人，清朝政治人物。贡生出身。
张兆凤曾于雍正三年（1725年）接替周必遵署任连江县知县，同年由劉良璧接任，雍正五年（1727年）赴延平府接替张道沛任知府一职，同年由庄令翼接任。